# 奧蘭多鎮區 (堪薩斯州夏延縣)
奧蘭多鎮區（英語：Orlando Township）為美國堪薩斯州夏延縣的鎮區。2010年美国人口普查中該鎮區人口有49人。

## 地理
奧蘭多鎮區涵蓋面積93.2平方（36.0平方英里），境內無城市設立。

### 墓園
根據美國地質調查局的資料，此鎮區擁有1座墓園：
- 惠勒墓園（Wheeler Cemetery）

## 人口統計
根據2010年美國人口普查，奧蘭多鎮區人口有49人，住房29戶，人口密度為0.53人/每平方公里。此鎮區居民之種族有95.92%為白人；0%為非裔美洲人；0%為美洲原住民；4.08%為亞裔美洲人；0%為太平洋島民；0%為其他種族；另外有0%為混血種族。而西班牙裔或拉丁裔美洲人佔此鎮區人口的0%。

## 外部連結
- City-Data.com （页面存档备份，存于）